# Матата японська
Мата́та японська (Helopsaltes pryeri) — вид горобцеподібних птахів родини кобилочкових (Locustellidae). Мешкає в Північно-Східній Азії.

## Опис
Довжина птаха становить 11—14 см. Виду не притаманний статевий диморфізм. Верхня частина тіла коричнева, поцяткована чорними і бурими смужками, боки коричневі, нижня частина тіла білувата. Щоки світло-коричневі, крила темно-коричневі, краї крил жовтувато-коричневі. Дзьоб чорний, знизу біля основи коричневий. Лапи світло-коричневі.

## Підвиди
Виділяють два підвиди:
- H. p. sinensis (Witherby, 1912) — Маньчжурія, Забайкалля, Примор'я, східний Китай;
- H. p. pryeri (Seebohm, 1884) — центральна Японія.

## Поширення і екологія
Японські матати гніздяться на болотах Японії, Маньчжурії і російського Далекого Сходу, а також в долині річки Янцзи. Взимку вони мігрують на південь (популяція долини Янцзи є осілою). Спостерігалися на сході Монголії та в Південній Кореї. Імовірно, зустрічаються в Північній Кореї.

## Збереження
МСОП класифікує стан збереження цього виду як близький до загрозливого. За оцінками дослідників, японська популяція виду становить близько 2500 птахів, а загальна популяція — від 10 до 15 тисяч птахів. Японським мататами загрожує знищення природного середовища.